# تلفاز 11
تلفاز 11  قناة تعرض برامجها على اليوتيوب. وهي تابعه لشركة سي ثري للأفلام عبارة عن مبادرة لتحفيز الثقافة الإبداعية، بدأ نشاط القناة بعرض عدد البرامج عبر صفحتها على اليوتيوب عام 2009، وتأسست فعلياً في 11 نوفمبر 2011.

## تاريخ الشركة
- بدأت المبادرة بجمع أربع شباب موهوبين فهد البتيري، إبراهيم الخير الله، علاء يوسف، علي الكلثمي لصنع أفلام قصيرة تمزج بين الكوميديا والفائدة وتطور الأمر شيئاً فشيئا وزاد عدد أعضاء المبادرة ليصبح طاقم متكامل من التمثيل والتقديم والتصوير والغناء بقالب كوميدي.
- وتعد القناة من أهم القنوات السعودية والعربية وهي من القنوات العربية القليلة الذي تحدث عنها الغرب.
- في 19 يونيو أعلنت تلفاز 11 الاستحواذ الكامل على شركة «شفت» المتخصصة في الحملات الإبداعية والتسويقية، دون الإفصاح عن قيمة الصفقة.[2]

## البرامج
| البرنامج       | عدد الإشتراكات | عدد المشاهدات | سنوات النشاط |
| -------------- | -------------- | ------------- | ------------ |
| قناة تلفاز11   | 3,300,000      | 85,127,391    | سبتمبر 2011  |
| لايكثر         | 1,031,816      | 102,426,548   | سبتمبر 2010  |
| خمبلة          | 1,880,702      | 165,890,015   | مايو 2012    |
| التمساح        | 2,609,241      | 294,267,789   | يونيو 2012   |
| علاء وردي      | 678,207        | 94,909,395    | مايو 2011    |
| فُليم           | 856,035        | 61,109,533    | يونيو 2012   |
| كيس            | 389,993        | 22,295,795    | يونيو 2014   |
| جاقابوف        | 353,463        | 21,759,721    | نوفمبر 2014  |
| أفلام الخطيرين | 133,734        | 3,371,513     | ديسمبر 2013  |
| لتشب           | 66,874         | 2,148,785     | نوفمبر 2012  |
| كارلوس ألبيرتو | 41,914         | 980,349       | مايو 2015    |
| بدون نص        | 98,544         | 3,158,917     | فبراير 2015  |
| زيباد          | 315,330        | 24,680,125    | يونيو 2010   |
| سيكي نيتورك    | 65,699         | 3,682,851     | ديسمبر 2012  |
| أبو سلو        | 672,391        | 45,224,601    | نوفمبر 2011  |
| لوق إن         | 29,831         | 572,396       | يوليو 2012   |
| هامش خسارة     | 76,122         | 4,524,261     | أبريل 2012   |
| حفريات Tv      | 221,023        | 8,279,356     | ديسمبر 2014  |
| الجسر          | 103,335        | 9,526,023     | فبراير 2015  |
| الأجمالي       | 17230042       |               |              |
| توب 5          | 3,220,807      |               | ديسمبر 2015  |

## الأفلام
- وسطي (فيلم)
- سومياتي بتدخل النار؟
- ومن كآبة المنظر
- سطار (2022).

## المواهب
- علاء وردي
- فهد البتيري
- علي الكلثمي
- إبراهيم الخير الله
- فيصل العامر
- محمد الدوخي
- مؤيد النفيعي
- تركي المحسن
- هشام فقيه
- مشعل الجاسر
- شاويش
- نواف الدوهان
- صهيب قدس
- فارس قدس
- زياد العمري

## الشراكات
- أعلنت شبكة نتفليكس العالمية في نوفمبر 2020 عن توقيع عقد شراكة مع تلفاز 11 لإنتاج 8 أفلام جديدة، على أن يطرح أول فيلم في أواخر عام 2021.[6]
- في فبراير 2021 أعلنت شركة (موفي سينما) عن شراكة إستراتيجية مع تلفاز 11، وعن استحواذها على حصة غير معلنة من الأخيرة.[7]
- في يونيو 2023 أعلنت نيوم توقيع اتفاقية شراكة نوعية مع استوديو "تلفاز11" للإنتاج الإعلامي الإبداعي، تشمل إنتاج تسعة أعمال تلفزيونية وسينمائية على مدارثلاث أعوام مقبلة.[8]

## وصلات خارجية
- القناة